# Österreichische Karte

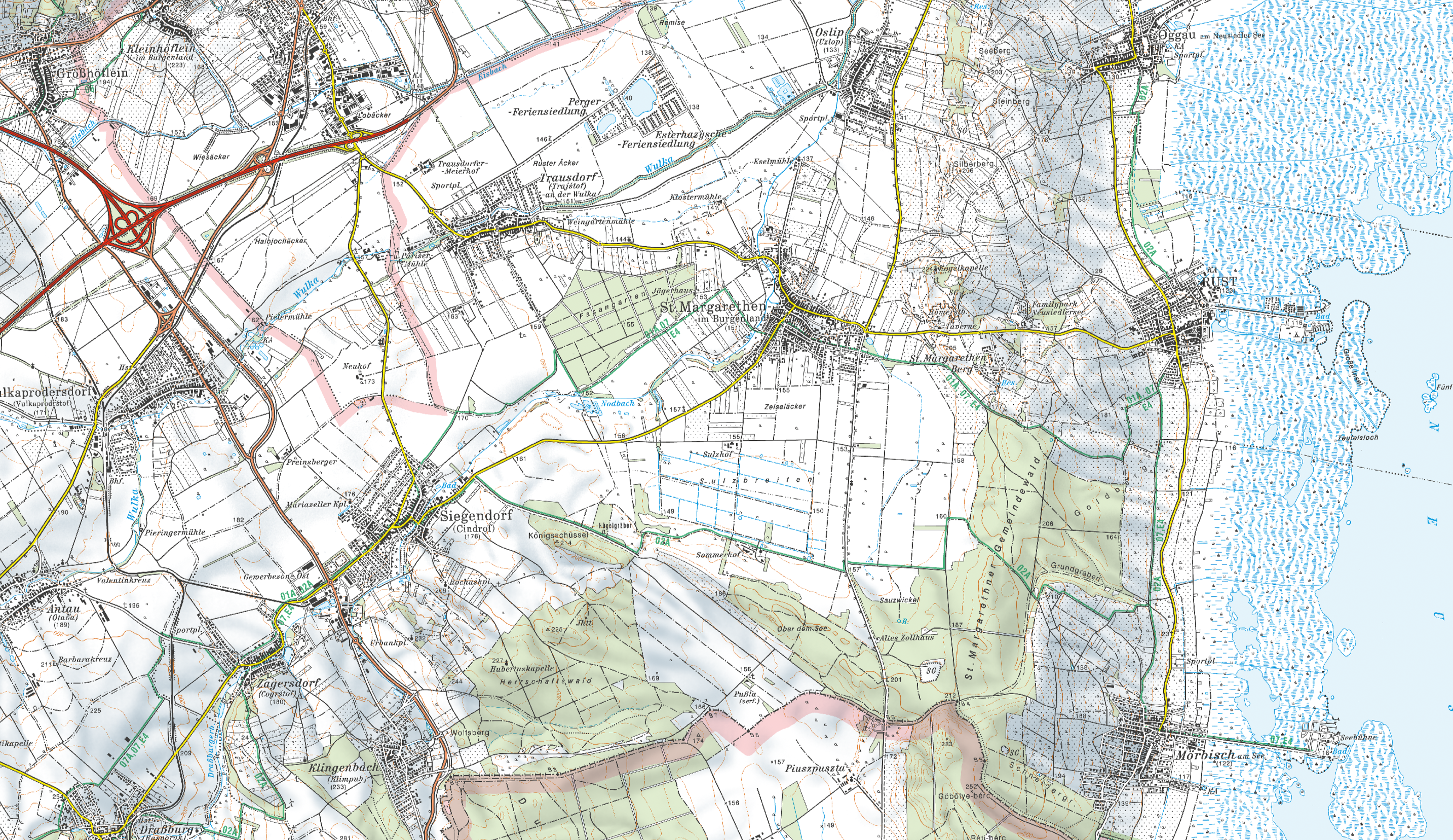
Ausschnitt aus den ÖK50 Kartenblättern 5202, 5203, 5208, 5209. Hier in der Gegend rund um Rust.

Die Österreichische Karte (ÖK) ist das amtliche (topografische) Kartenwerk Österreichs.
Die ÖK wird vom Bundesamt für Eich- und Vermessungswesen (BEV) in Wien herausgegeben und laufend aktuell gehalten. Die Karten werden derzeit als Onlineprodukt Austrian Map (AMAP) und als mobile Version für Smartphone (Android und iOS) kostenlos angeboten.

## Geschichte
Die Amtliche Karte Österreichs beruht auf der Josephinischen (I. Landesaufnahme unter Joseph II. 1764–1785, zöllig etwa 1:28.800/1:115.200), Franziszeischen (II. LA. unter Franz I. 1807–1829 ~1:28.800) – sowie dem Atlas Tyrolensis (~1:103.800) – und der Franzisco-Josephinischen Landesaufnahme (III. LA, Franz Joseph I., 1854–1880, metrisch 1:25.000/1:75.000) des k.u.k. Militärgeographischen Instituts, dem Vorläufer des heutigen BEV. Die Präzisionsaufnahme (IV. LA.) wurde dann 1896 begonnen, und nach den Wirren der beiden Weltkriege erst 1987 fertiggestellt.
Heute wird die Österreichische Karte in Zusammenarbeit mit Institutionen wie dem Österreichischen Statistischen Zentralamt (STAT, ehem. ÖSTAT, führt das Ortsverzeichnis OVZ), der Österreichischen Raumordnungskonferenz (ÖROK), dem Institut für Militärisches Geowesen (IMG), dem Hydrographischen Zentralbüro (HZB, publiziert den Hydrographischen Atlas HAO), der Zentralanstalt für Meteorologie und Geodynamik (ZAMG, diverses zu Geologie und Montanistik), der Arbeitsgemeinschaft für Kartographische Ortsnamenkunde (AKO) der Österreichischen Kartographischen Kommission (ÖKK) in der Österreichischen Geographischen Gesellschaft (ÖGG) in Zusammenarbeit mit der Österreichischen Akademie der Wissenschaften, den Nomenklatur- und Ortsnamenkommissionen der Länder und den Landesarchiven, sowie dem Österreichischen Alpenverein (ÖAV, publiziert die Alpenvereinskarte AK) erstellt.

## Auflagen
Die aktuellen Karten haben eine NATO Stock Number. Außerdem sind in der ÖK50 alle Toponyme der Datenbank GEONAM Österreich enthalten.

### Urheberrecht
Die amtliche Österreichische Karte unterliegt ausdrücklich dem Urheberrecht und ist durch den § 7 des österreichischen Urheberrechtsgesetzes vom Begriff des freien [amtlichen] Werkes ausgenommen (siehe dazu auch Rechte an Geoinformationen: Österreich):

„2. Vom Bundesamt für Eich- und Vermessungswesen hergestellte oder bearbeitete (§ 5 Abs. 1) und zur Verbreitung (§ 16) bestimmte Landkartenwerke sind keine freien Werke.“

Mittlerweile ist das der ÖK50 zugrundeliegende Kartographische Modell und Digitale Landschaftsmodell und die Austrian Map selbst als Open Government Data frei zugänglich und nutzbar.

### Ausgaben
Karten werden in folgenden Maßstäben produziert:
- 1:50.000 (ÖK50-UTM) (in gedruckter Version in Vergrößerung auch als 1:25.000 (ÖK25V-UTM))
- 1:250.000 (ÖK250) und
- 1:500.000 (ÖK500)

Die ÖK25V, und früher auch die ÖK100V, sind rein drucktechnische Vergrößerungen um den Faktor 2 der jeweiligen Basiskarte (ÖK50 bzw. ÖK200). Das Kartenbild wird dabei in vier Teile geteilt und damit zwei Kartenblätter beidseitig bedruckt. Inhaltlich sind sie jeweils identisch mit der Karte im Basismaßstab. Für die digitalen Ausgaben ist diese Unterscheidung nicht mehr relevant, da man im Kartenviewer beliebig zoomen kann. Einzig für das Gebiet rund um die Rax und den Schneeberg gibt es eine ÖK25, die auch tatsächlich einen Maßstab von 1:25.000 aufweist.
Von der ÖK50 gibt es insgesamt 191 Kartenblätter, eine Übersicht ist auf der Webseite des BEV zu finden. Im Webshop des BEV und im Buchhandel sind die gedruckten Kartenblätter in den Versionen „flach“ und „gefaltet“ erhältlich.
Bis 2007 wurde die Österreichische Karte gemäß Österreichischem Bundesmeldenetz (BMN) produziert. Ab 2007 wurde auf das weltweit standardisierte Universale Transversale Mercator System (UTM) umgestellt. Seit 2010 ist das Bundesgebiet flächendeckend im UTM-System erhältlich.

### Online- und Digitale Ausgaben
Die Karten werden derzeit als Onlineprodukt Austrian Map (AMAP) und als mobile Version fürs Smartphone (iOS und Android) kostenlos angeboten.  Die mobile Version enthält zusätzlich eine Übersichtskarte 1:1 Million.
Bis zum Jahr 2009 war auch eine DVD-Version der digitalen Karte verfügbar. Bis dahin wurde im mittleren Maßstabsbereich der Maßstab 1:200.000 verwendet (ÖK200), der deutlich mehr Details enthielt als die ÖK250. Diese Ausgabe war auf Papier auch in zweifacher Vergrößerung als ÖK100V erhältlich.